# Botifarra blanca
La botifarra blanca, també anomenada cueta o botifarra del budell cular, és un embotit tradicional de l'Empordà i un dels embotits de porc cuit més populars. Aquesta s'elabora a base de les parts més greixoses del porc. Es trinxa tota la carn i s'amaneix amb sal i pebre, es barreja tot fins que aconseguim una pasta homogènia. Un cop feta la pasta s'emboteix en un budell, es lliga i es cou a l'olla.
Aquesta botifarra es presenta per peces individuals d'una mida de 4 i 5 cm d'amplada i 20 a 30 cm de llargada. Té un color beix-grisós. La textura pot ser granelluda o fina segons com es trinxi la carn.
Es comercialitza de forma industrial o artesanal.